# Kenmooreana trilateralis
Kenmooreana trilateralis är en insektsart som beskrevs av Taylor 1984. Kenmooreana trilateralis ingår i släktet Kenmooreana och familjen rundbladloppor. Inga underarter finns listade i Catalogue of Life.